# Axel Müller (Chemiker)
Axel Hans Egon Müller (* 8. Mai 1947 in Neuwied) ist ein deutscher Chemiker (Polymerchemie).

## Leben
Müller studierte Chemie an der Universität Mainz, an der er 1972 sein Diplom erhielt und 1977 bei Günter Victor Schulz promoviert wurde (Dissertation: Kinetik der anionischen Polymerisation von Methylmethacrylat in THF mit monofunktionellem Initiator und Cäsium als Gegenion) und sich 1991 habilitierte. 1999 wurde er Professor für Makromolekulare Chemie an der Universität Bayreuth. 2007 bis 2009 war er Dekan der Fakultät für Chemie, Biologie und Geowissenschaften. 2012 wurde er dort emeritiert und war danach Fellow am Gutenberg Forschungskolleg der Universität Mainz.
Er war Gastprofessor in China (Zheijang University), am Michigan Molecular Institute, Kanada (McGill University), Japan (Kyoto), Australien (University of New South Wales), Frankreich (Universität Paris VI) und  Polen (Zentrum für Polymer- und Kohlematerialien, Akademie der Wissenschaften, Gliwice). 
Er ist für Forschung zu den Mechanismen der ionischen Polymerisation und Gruppentransfer-Polymerisation bekannt. Seine Forschung trug auch zum besseren Verständnis der kontrollierten radikalischen Polymerisation (ATRP, RAFT-Polymerisation) bei. Er synthetisierte mit diesen Methoden auch neuartige Polymere und untersucht die Selbstorganisation komplexer Nanopartikel, speziell Januspartikel (Nanopartikel mit zwei chemisch unterschiedlichen Seiten), die zur Stabilisierung von Emulsionen oder zur Verbesserung mechanischer Eigenschaften von Polymermischungen dienen. Er befasste sich mit Blockcopolymeren und verzweigten Polymeren, organischen Nanopartikeln und organisch-anorganischen-Hybriden. Sein Labor erzeugte flaschenbürstenförmige und sternförmige Polymere und Nanopartikel.
2012 erhielt er den Hermann-Staudinger-Preis und 2011 wurde er Fellow der Sektion Polymerchemie der American Chemical Society. Er hält mehrere Patente (u. a. Blockcopolymere zur optischen Datenspeicherung, ATRP in wässriger Lösung mit Cyclodextrinen, Polyether/Diolefin-Kautschuke für Reifen mit geringem Rollwiderstand, Materialien für Dentalzement). 2004 erhielt er auf dem IUPAC World Polymer Congress MACRO 2004 den Distinguished Polymer Scientist Award.
Er ist Mitherausgeber der Zeitschrift Polymer.